# あべこべ物語
『あべこべ物語』（Dr.Jekyll and Mr.Mouse、1947年6月14日、劇場公開時『鼠のハイド氏』）は「トムとジェリー」の作品のひとつ。第20回アカデミー賞短編アニメ賞ノミネート作品。ビデオやDVDではタイトルが違う事もあり、『ジキル博士とネズミ氏』、『怪力ジェリー』というタイトルで始まる事もある。
日本においてはパブリックドメインである。

## スタッフ
- 監督 - ウィリアム・ハンナ、ジョセフ・バーベラ
- 製作 - フレッド・クインビー
- 作画 - ケネス・ミューズ　エド・バージ、マイケル・ラー、アル・グランドメン
- 音楽 - スコット・ブラッドリー

## 作品内容
ある朝のこと。今日も家の玄関にミルクが届けられた。一瓶をくすねたトムは大喜びでミルクを飲み始めるが、ジェリーも皿の端からミルクを盗み飲みする。ネズミごときに大好物を飲ませたくないトムは様々な手段でジェリーからミルクを遠ざけようとするが、ジェリーを箱に閉じ込めても、ミルクの皿を金庫に仕舞い込んでもあっさりとミルクを飲まれてしまう。相手はあの賢いジェリー、一筋縄ではいかないと悟ったトムは、ある邪悪な考えに身を委ねる。
酸、漂白剤、殺虫剤、モスボール…薄暗い部屋にてトムは大量の劇薬をミルクに調合していた。そして、かき混ぜるスプーンの先がたちまち炭化し、少し飲んだだけでハエが金切り声を上げて即死するほどの恐ろしい「劇毒ミルク」が完成。ミルクを盗み飲みしたジェリーに一泡吹かせてやろうと復讐を試みる。
何も知らないジェリーは、「飲んでくれ」といわんばかりに床に置かれた例のミルクを一度は訝しつつも半分飲み干す。たちまちジェリーは悲鳴を上げて倒れるが、すぐに蘇生したかと思えば発作を繰り返し筋骨隆々のマッチョネズミに変身。想定外の事態を前に恐怖に駆られたトムはこちらへ向かって来るジェリーを手近な武器で叩きのめそうとするが全く効果がない。
怪力ジェリーは金庫へ籠もるトムを引き摺り出しコテンパンにしてしまうが、ある拍子に元の姿に戻ってしまう。薬の効き目が切れたのだ。立場は一気に逆転、大急ぎでもう一度ミルクを飲み変身しようとしたジェリーだが、一度目は無事に飲めトムを再びやり込めたものの薬の効果がすぐに切れてしまい、二度目はトムにミルクの皿をひっくり返されてしまう。
追いかけっこの末トムを冷蔵庫に閉じ込めたジェリー。大急ぎでトム同様にミルクに劇薬を混ぜ合わせ「変身薬」の調合にかかる。しかし完成して飲もうとしたところで冷蔵庫から脱出したトムに全て奪われてしまう。ミルクを飲み干したトムは、ジェリーに止めを刺さんと悪魔のような巨大マッチョ猫に変身していく。
ところが、ジェリーがトムの時とは違ってアンモニアを混ぜなかったことが災いしたのか、トムの体は逆にジェリーより小さくなってしまう。その後はジェリーに殴られたり尻尾をはじかれる度に矮小化を繰り返し、最終的にはノミ程度の大きさに。
ネコとネズミがまるであべこべになり、最後はジェリーに蝿叩きで追い回されるトムであった。

## 登場キャラクター
トム
自分のミルクをジェリーに横取りされたことに腹を立て、劇薬を調合してミルクに混ぜ飲ませる方法でジェリーを殺そうと企む。だが劇薬入りミルクを飲んだところパワーアップしたジェリーに幾度となくやられてしまい、その後ジェリーが作った薬を自身が飲んだが、逆にジェリーより小さい体となって立場が逆転。最後はジェリーに蠅叩きで追い回された。
ジェリー
ミルク横取りを防ごうとするトムの制止を簡単にかいくぐり、どんな場所からでもトムのミルクを横取りする。トムが調合した劇薬入りミルクを飲むと大型化し、怪力ネズミとなってトムを叩きのめした。その後は自ら調合した劇薬入りミルクをトムに横取りされるが、自分より小さくなったため完全に形勢が逆転したところでトムを追いかけ回した。
ハエ
トムの劇薬入りミルクを飲み、金切り声を上げて即死した。